# Mysateles
A Mysateles az emlősök (Mammalia) osztályának a rágcsálók (Rodentia) rendjébe, ezen belül a hutiák (Capromyidae) családjába tartozó nem.

## Rendszerezés
A nembe az alábbi 3 faj tartozik:
- Garrido-hutia (Mysateles garridoi) Varona, 1970
- Mysateles meridionalis Varona, 1986
- fogófarkú hutia (Mysateles prehensilis) Poeppig, 1824 - típusfaj